# Melnîțea, Kovel
Melnîțea (în ucraineană Мельниця) este localitatea de reședință a comunei Melnîțea din raionul Kovel, regiunea Volînia, Ucraina.

## Demografie
Componența lingvistică a localității Melnîțea
     Ucraineană (99,13%)
     Alte limbi (0,69%)
Conform recensământului din 2001, majoritatea populației localității Melnîțea era vorbitoare de ucraineană (99,13%), existând în minoritate și vorbitori de alte limbi.